# Boris Hoffman
Pour les articles homonymes, voir Hoffman.
Boris Hoffman est un agent littéraire français né le 25 août 1946 à Paris où il est mort le 21 octobre 2007.
Il est le fils de Michel Hoffman, fondateur de l'une des plus anciennes agences littéraires françaises.

## L'histoire de l'agence littéraire Hoffman
L'agence est fondée en 1934 à Paris, où Michel Hoffman, né à Saint-Pétersbourg, s'installe, après avoir fui la Russie bolchévique, puis l'Allemagne nazie. Elle se spécialise dans un premier temps dans la représentation d’auteurs, éditeurs et agents littéraires anglo-saxons. Après-guerre, nombre d’auteurs américains choisissent Michel Hoffman pour les représenter sur la scène littéraire française, parmi lesquels Henry Miller, qui décide de lui accorder ses droits mondiaux, et John Steinbeck. Il ouvre des bureaux à New York, Londres et Munich.
À la mort de son père en 1971, Boris Hoffman reprend l'agence avec son frère Georges Hoffman, né en 1948.
Tous deux développent le portefeuille d’auteurs, en s’associant avec d’autres agents littéraires à l’étranger, en représentant des maisons d'édition et en gérant les droits audiovisuels.
Par la suite, Jenny Bradley (morte en 1982), pionnière dans le domaine, charge Boris et Georges Hoffman de reprendre sa propre agence littéraire, créée en 1919 à Paris avec son mari William A. Bradley (mort en 1939), où les plus grands auteurs anglo-saxons d’avant-guerre côtoyaient les noms prestigieux de la littérature française contemporaine tels André Gide, André Malraux, Albert Camus, Jean-Paul Sartre…,. 
L'agence Hoffman a représenté de nombreux écrivains étrangers comme Henry Miller, Lawrence Durrell, John le Carré, Ivan Bounine, Eugène Zamiatine, mais également des auteurs français comme Maurice Druon, François Bizot, Albert Cossery, Annie Saumont.
D’origine russe, Boris Hoffman était proche d’écrivains comme Vladimir Maximov ou Andreï Siniavski.
Beaucoup, dans la profession, louaient la générosité et la disponibilité de cet homme très cultivé.
Il portait un regard lucide sur son métier. En 2004, il racontait à Livres Hebdo : « Des éditeurs se disputent parfois à plusieurs des livres que je n’aime pas ; inversement, je proposerai à dix-huit éditeurs différents un livre qui m’a transporté et j’essuierai dix-huit refus successifs. »
L'agence parisienne est fermée en 2013. L'agence basée à Munich depuis 1959, fondée par Michel, est encore en activité mais est devenue indépendante.

## Un linguiste émérite
Boris Hoffman parlait couramment le russe (qui était sa langue maternelle), l'hébreu, l’allemand, l’anglais, l’italien, l’espagnol et le portugais, mais aussi le chinois, le yiddish, l’albanais… Autant de langues qu’il avait étudiées aux «Langues O’», après des études de droit.
« Personne n’a jamais su combien de langues il parlait, même moi », raconte son frère Georges Hoffman.
Boris Hoffman était le père de deux fils, Benjamin et Daniel.